# Otto Minkert
Otto Minkert, auch Otto Minckert, (* 12. November 1845 in Weimar; † 22. April 1900 ebenda; vollständiger Name: Johannes Friedrich Otto Minkert) war ein deutscher Architekt, der vor allem in Weimar lebte und arbeitete. Er trug den Titel eines Hofbaumeisters.
Zu seinen wichtigsten Bauwerken gehören die Villa Haar, deren Entwurf 1885 entstand, und die 1886 gebaut wurde, und das 1893 bis 1896 errichtete Goethe- und Schiller-Archiv in der Jenaer Straße 1, gewissermaßen die repräsentative „Schatztruhe“ bzw. die „Kommode“ des Großherzogtums. Bauleiter hierbei war Max Hickethier. Das Vorbild für das Archiv war das frühklassizistische Petit Trianon im Park von Versailles. Minkert war in der Funktion eines Bauleiters auch an der baulichen Umsetzung der Entwürfe des Weimarer Oberbaudirektors Carl Heinrich Ferdinand Streichhan beteiligt. Das war in Weimar zum Beispiel bei der Friedhofskapelle der Fall, die Streichhan 1877 entworfen hatte, und deren Ausführung 1878/1879 der Maurermeister Otto Saalborn übernahm. Julius Bormann baute die Inneneinrichtung zur Gedächtnishalle um. Streichhan engagierte Minkert von 1876 bis 1880 auch beim Bau des Thüringer Oberlandesgerichts in Jena. Nach Kerstin Vogel war Minkert freiberuflich tätig und außer den bereits genannten an folgenden bedeutenden Bauten in Weimar beteiligt: Schlachthof (1886/1887), Versicherungsgesellschaft „Union“ (Abraham-Lincoln-Straße 1, 1893). Zudem entwarf er mehrere Wohnbauten. Seine Tätigkeit am Goethe- und Schiller-Archiv stand stets unter der Aufsicht von Großherzogin Sophie, zumal das Projekt aus der Privatschatulle der Großherzogin bezahlt wurde und damit auch er selbst. Im Wesentlichen hielt sich Minkert bei seinen Bauten an die stilistischen Vorgaben des Klassizismus bzw. des Historismus allgemein und damit an die seiner Auftraggeberin. Das Goethe- und Schiller-Archiv gilt als der letzte öffentliche Bau in Weimar, der dieser Stilepoche zugehörig ist. Im Jahr 1900 entstand das Haus Wette nach seinem  Entwurf.